# Atlantis, les fils du rayon d'or
Atlantis, les fils du rayon d'or est un roman de fantasy de Pierre Bordage, paru en 1998, qui se déroule dans l'univers du jeu vidéo Atlantis : Secrets d'un monde oublié de Cryo, dont il forme une préquelle.

## Résumé
Préambule : Le narrateur de l'histoire, un vieil homme Tunguz, décide de raconter à son petit-fils, Jahik, l'histoire qui suit. La petite amie de Jahik, Imök, lui a en effet raconté avoir vu un bateau volant, ce qui réveille l'envie du vieil homme de raconter cette histoire après que son petit-fils lui en a parlé.
Chapitre I : L'intrigue se déroule à l'aube de la civilisation humaine. Tcholko est un Tunguz du clan de la Laie, vivant à proximité des monts Baïkal. Guerrier et chasseur adroit, il souhaite prouver son amour envers Ulgak en lui ramenant la dépouille d'un ours. En s'aventurant hors de son clan, il découvre une jeune femme en détresse, Arthéa, sous la menace de trois hommes du clan des Büryats. Tcholko sauve la jeune femme en tuant ses adversaires.
Chapitre II : Le Tunguz souhaite raccompagner Arthéa jusqu'à Raïma dont elle affirme être originaire. L'endroit se trouve à plusieurs jours à dos de cheval. Sur le trajet, la jeune femme perd ses forces à cause du froid. Tcholko se sépare d'elle un court moment pour s'introduire dans le campement le plus proche et récupérer des vêtements plus chauds, mais à son retour, il découvre que la jeune femme a été enlevée. Aidé par les esprits, il parvient à retrouver sa trace.
Chapitre III : Tcholko tue les Kalmouks qui avaient enlevé Arthéa. Leur trajet reprend, mais la présence d'une faille empêche les deux personnages de poursuivre leur avancée selon le chemin prévu.
Chapitre IV : Aidé par les esprits, Tcholko se laisse guider à travers un gouffre permettant de passer sous la faille qui leur faisait obstacle. Dans les tunnels sous-terrains, les deux personnages découvrent une tribu d'individus effrayants et misérables vivant de cannibalisme. Ceux-ci ne sont toutefois pas agressifs envers Tcholko et Arthéa, qui peuvent poursuivre leur chemin.
Chapitre V : Ressortis à l'air libre, les deux personnages traversent un campement dont tous les habitants ont été sauvagement massacrés. L'une des victimes a dessiné au sol un poulpe, symbole de leurs agresseurs. Arthéa et Tcholko perdent un cheval dévoré par des loups et doivent poursuivre leur trajet avec un seul cheval. Arthéa s'affaiblit de nouveau à cause du froid.
Chapitre VI : Le sixième jour, les deux personnages trouvent refuge sous la tente isolée d'une vieille femme vivant seule dans les steppes. Il s'agit d'une odügan : magicienne et guérisseuse communiquant avec les esprits. Elle guérit Arthéa qui reprend des forces. Par magie, l'âme de Tcholko entre dans le corps d'une chouette et survole les environs en observant la troupe de guerriers sanguinaires Mogohols qui avance en direction de Raïma. Les guerriers arborent deux symboles : celui d'un poulpe et celui d'un soleil rayonnant.
Chapitre VII : Tcholko et Arthéa reprennent leur route, mais leur cheval meurt de fatigue aux abords de Raïma. Tcholko fait part à Arthéa de sa vision des guerriers qui les devancent. La jeune femme reconnaît dans le symbole du soleil le signe des « fils du rayon d'or », une confrérie atlante attachée au culte de Sa'at, divinité du soleil opposée à Ammu, divinité de la Lune dans le culte atlante. Arthéa est en réalité une prêtresse atlante rattachée au culte pacifique d'Ammu. La jeune femme s'est perdue dans les steppes à la suite de l'accident de son vaisseau volant. Raïma abrite une communauté de prêtresses d'Ammu. Lorsque Tcholko et Arthéa entrent dans la cité, il est trop tard : la communauté a été massacrée par les guerriers Mogohols et les prêtres de Sa'at.
Chapitre VIII : Trois guerriers Mogohols encore présents à Raïma s'attaquent aux deux nouveaux venus. Tcholko parvient à les vaincre en subissant une importante blessure. Arthéa découvre une survivante, Ivis. Les guerriers ont pour but ultime d'attaquer Atlantis pour renverser le culte d'Ammu et instaurer le culte de Sa'at en massacrant les peuples terrestres aux croyances différentes des leurs. D'après Ivis, les guerriers sont partis au Spitzberg, ce qui laisse le temps de prévenir la reine d'Atlantis du danger qu'elle court. Ivis étant conductrice d'un vaisseau volant, les trois personnages partent pour l'île d'Atlantis, située au milieu de l'océan atlantique.
Chapitre IX : Sur le trajet, le vaisseau survole plusieurs continents. Tcholko découvre les autres civilisations qui existent sur Terre. Les Atlantes, dont la civilisation est très avancée, ont des communautés partout dans le monde et surveillent l'évolution des autres peuples moins avancés. Des sentiments réciproques se nouent entre lui et Arthéa, ce qui gêne Ivis.
Chapitre X : Alors que le vaisseau approche d'Atlantis, Ivis tente de tuer Tcholko, considérant que celui-ci est un barbare dangereux pour la civilisation atlante. Tcholko n'a pas d'autre choix que de se défendre en jetant Ivis par-dessus bord. Le vaisseau s'abîme en pleine mer. Arthéa et Tcholko rejoignent l'île d'Atlantis à la nage et s'échouent sur une plage.
Chapitre XI : Tcholko et Arthéa sont récupérés par les habitants d'un village de pêcheurs, qui les emmènent à leur chef, Tepheh, lui-même sous la direction d'un prêtre de Sa'at, le seigneur Horis. Ce dernier fait emprisonner les nouveaux-venus et s'apprête à les faire exécuter, mais cette décision radicale provoque une rébellion dans le village contre Horis, qui est renversé et tué.
Chapitre XII : Le lendemain, un vaisseau arrive de Sephren, la capitale d'Atlantis, pour faire monter à bord les personnes souhaitant participer ou assister aux jeux d'été qui se déroulent tous les quatre ans. Tcholko, Arthéa et Tepheh embarquent et sont ainsi emmenés dans la capitale où se trouve la tour de la Lune, dans laquelle réside la reine d'Atlantis, Osira, qu'Arthéa veut avertir. La tour est néanmoins gardée et inaccessible.
Chapitre XIII : Tepheh conduit Arthéa et Tcholko vers un passage secret pour entrer dans la tour, mais ils rencontrent en chemin un groupe d'humains misérables, en rébellion contre les Atlantes qui les retiennent prisonniers sur l'île. Sensible à leur cause, Arthéa promet de les aider si elle parvient à contacter la reine. Mayalé, à la tête des rebelles humains, amène les nouveaux venus auprès d'un homme étrange, le « chasseur de rats », extrêmement instruit sur l'histoire et la religion atlante.
Chapitre XIV : Arthéa explique la situation au chasseur de rat, qui décide de prendre les choses en main. L'armée de Sa'at étant contrôlée par le consort Saïfin, il est essentiel de tuer ce dernier pour qu'un nouveau consort soit désigné à l'issue des jeux d'été. La tâche revient à Tcholko. Celui-ci est amené par le chasseur de rats jusque dans un labyrinthe au centre duquel se trouve Saïfin.
Chapitre XV : Pendant que Tcholko affronte Saïfin, Arthéa et le chasseur de rats s'introduisent dans la tour de la Lune et parviennent à rencontrer la reine Osira, très affaiblie par le récent décès de la grande prêtresse d'Ammu, qui était la tête pensante du culte de la Lune. Arthéa parvient néanmoins à faire comprendre à la reine l'urgence de mobiliser une armée pour faire face aux guerriers qui vont bientôt arriver sur Atlantis.
Chapitre XVI : De son côté, Tcholko affronte Saïfin qui apparaît métamorphosé en minotaure dans le labyrinthe. Le Tunguz parvient à tuer son adversaire dans un combat épique. La mort de Saïfin déclenche une ouverture : Tcholko entre ainsi dans la salle du « savoir caché », renfermant une puissance démoniaque apparaissant sous la forme d'un visage argenté doué de parole. Le visage demande à Tcholko de se mettre à son service en l'échange de pouvoirs immenses, mais le jeune homme refuse et s'échappe de la pièce et échappant de peu à la mort.
Chapitre XVII : Pendant trois jours, une armée atlante est mise sur pied. N'ayant aucune expérience du combat, les guerriers bénéficient des conseils de Tcholko pendant leur entraînement. Ce dernier considère que la seule manière de vaincre l'armée adverse n'est pas d'attendre sa venue, mais de l'attaquer par surprise au Spitzberg. L'opération est mise sur pied malgré la réticence d'Osira et de nombreuses prêtresses. Créon, le nouveau consort, est sceptique mais accepte de prendre part au combat avec ses troupes.
Chapitre XVIII : Avant son départ, l'armée est rejointe par les rebelles humains dirigés par Mayalé. Une trentaine de vaisseaux atlantes prennent ainsi la route du Spitzberg. Sur place, stupeur : l'armée ennemie est déjà partie. Arthéa et Tcholko parviennent à apprendre de la part de quelques habitants présents sur place que l'armée est partie pour l'île de Para Nua, en lien avec l'histoire atlante.
Chapitre XIX : À Para Nua, l'armée atlante surprend l'armée ennemie, qui s'est considérablement agrandie en recrutant de nouveaux membres. Arthéa utilise le pouvoir d'un cristal atlante pour détruire vingts vaisseaux ennemis arrimés au sol, mais la force du cristal s'épuise. L'armée ennemie décolle alors pour affronter l'armée atlante dans les airs. Le combat tourne à l'avantage des guerriers de Sa'at, beaucoup plus expérimentés. Tcholko échappe de peu à la mort. Créon refuse de prendre parti pour l'un des deux clans.
Chapitre XX : L'armée ennemie réussit à être exterminée sur le vaisseau de Tcholko et Arthéa. Le cristal d'Arthéa se régénère et retrouve ses pouvoirs. Celle-ci parvient ainsi à détruire les derniers vaisseaux ennemis, à l'exception de l'un d'entre eux qui prend la fuite. Malgré de lourdes pertes côté atlante, la victoire atlante est célébrée. Arthéa fait ses adieux à Tcholko, qu'un pilote ramène à proximité du clan de la Laie aux abords du Baïkal. Le jeune homme retrouve ainsi Ulgak.
Épilogue : Le narrateur de l'histoire, un vieil homme s'adressant à son petit-fils, explique être le fils de Tcholko et Arthéa. Sa mère l'a ramené à son père lorsque de nouveaux dangers ont commencé à apparaître sur Atlantis liés à la volonté de Créon de renverser le culte d'Ammu. Depuis, le narrateur n'a plus jamais entendu parler de l'Atlantide, contrée disparue.

## Genèse du roman
Atlantis, les fils du rayon d'or se déroule dans l'univers du jeu vidéo d'aventure Atlantis : Secrets d'un monde oublié, paru en 1997, soit l'année précédant la sortie du livre. Le roman a été commandé à Pierre Bordage par Cryo Interactive et J'ai lu. L'histoire du roman précède celle d’Atlantis : Secrets d'un monde oublié. Pierre Bordage renouvelle ce type d'expérience par la suite en 2003 avec le roman Kaena, la prophétie, novélisation du film d'animation français du même nom.

## Personnages

### Personnages principaux
- Tcholko, jeune guerrier du clan Tunguz de la Laie des steppes sibériennes
- Arthéa, prêtresse de la Lune (Ammu), venue d'Atlantis
- Tcholko dit « Renard », le narrateur de l'histoire, vieil homme Tunguz du clan de la Laie
- Jahik, petit-fils du narrateur à qui celui-ci raconte l'histoire, adolescent Tunguz du clan de la Laie
- Créon, le nouveau Consort, que l'on retrouve dans Atlantis : Secrets d'un monde oublié
- Saïfin, le précédent Consort
  - Le Minotaure, apparence métamorphosée du Consort conférée par le Savoir Caché pour le défi tous les sept ans

### Personnages secondaires
- Imök, jeune fille adolescente du clan Tunguz de la Laie, petite-amie de Jahik
- L'épouse du narrateur et grand-mère de Jahik, membre du clan Tunguz de la Laie, morte depuis deux solstices (années) au moment du début de l'histoire
- Le premier fils du narrateur, membre du clan Tunguz de la Laie,père de Jahik, tué à la guerre
- Le deuxième fils du narrateur, membre du clan Tunguz de la Laie, oncle de Jahik, tué à la guerre
- Ulgak, jeune femme du clan Tunguz de la Laie, fiancée de Tcholko
- Ourbikaï, membre du clan Tunguz de la Laie, père d'Ulgak
- Brenk, membre du clan Tunguz de la Laie, mère d'Ulgak
- Leyrias, pilote atlante qui conduisait Arthéa dans son vaisseau
- Ryak, odügan (chaman) du clan Tunguz du Loup
- Omaguk, odügan du clan Samoïed du Grand Bison
- Chouette effraie, la chouette rencontrée auprès de Ryak qui accompagne ensuite les protagonistes, semblable à la chouette que l'on retrouve avec la Sorcière de Stonehenge dans Atlantis : Secrets d'un monde oublié
- Ivis, prêtresse-pilote atlante de la communauté de Raïma
- Horis, prêtre du Soleil (Sa'at) qui administre un village de pêcheurs atlantes avec Tepheh
- Tepheh, chef du village atlante de pêcheurs qui recueille Tcholko et Arthéa
- Mayalé, reine des Barbares proscrits retenus sur Atlantis, originaire d'une région désertique du continent noir
- Le Chasseur de rats, atlante recruté par la reine Osira pour dératiser les souterrains du palais, devenu souverain des lieux, que l'on retrouve dans Atlantis : Secrets d'un monde oublié
- Silken, chat du Chasseur de rats, que l'on retrouve dans Atlantis : Secrets d'un monde oublié
- Eneïa, grande-prêtresse atlante d'Ammu
- La Reine Osira, reine d'Atlantis
- Le grand-prêtre atlante de Sa'at
- Le chef du village Nouït au Spitzberg
- Le chef indigène de Para Nua
- Rhéa, la nouvelle reine d'Atlantis, que l'on retrouve dans Atlantis : Secrets d'un monde oublié
- La Tisseuse de destins secrète de Muria, que l'on retrouve dans Atlantis : Secrets d'un monde oublié
- Elnuk, membre du clan Tunguz de la Laie, mère de Jahik

### Divinités
- Baï-Ulgan, dieu de l'abondance et de la fertilité des Tunguz
- Erlik-Khan, dieu des Enfers des Tunguz
- Art-Toïon-Aga, dieu des dieux et Père du monde des Tunguz
- Ammu, déesse de la Lune atlante, mère de Sa'at, symbole du « Clair »
- Sa'at, dieu du Soleil atlante, fils d'Ammu, symbole de « l'Obscur »
- Le Savoir Caché, boule noire tentaculaire à forme de poulpe caché dans une tête métallique, personnification de « l'Obscur » et de Sa'at, que l'on retrouve dans Atlantis : Secrets d'un monde oublié

## Peuples
- Tunguz, peuple nomade des steppes de la Toundra et de la Taïga de Sibérie, auquel appartient le protagoniste
- Büryats, peuple nomade des steppes de Sibérie, ennemis des Tunguz
- Kalmouks, peuple pillard sédentaire des steppes de Sibérie
- Samoïeds, peuple nomade des steppes de Sibérie
- Ostiaks, peuple nomade des steppes de Sibérie
- Mogohols, peuple de Mongolie, correspondant aux Mongols, employés dans l'armée des prêtres de Sa'at
- Orientaux de Chaldours, correspondant aux Perses, Assyriens, Sumériens et Arabes
- Tuamoto, peuple de l'île éponyme correspondant aux Aborigènes
- Nouïts, peuple de la banquise du Spitzberg, correspondant aux Inuits
- Peuple africain correspondant aux Éthiophien, employés dans l'armée des prêtes de Sa'at
- Peuple européen correspondant aux Germains, employés dans l'armée des prêtres de Sa'at
- Atlantes, habitants de l'Atlantide et de ses communautés extérieures

## Lieux
- Ciber, correspond à la Sibérie
- Bahikal, lac à proximité duquel vivent les peuplent nomades des Tunguz et des Büryats
- Raïma, communauté extérieure de prêtresses atlantes établie au nord de la Sibérie
- Atlantis, île continent d'où est originaire Arthéa
- Tzcin, correspond à la Chine
- Chona, rivière de Sibérie
- Erkel, passe sur la Chona
- Spitzberg, archipel du Pôle Nord
- Chaldour, capitale d'un puissant royaume au Proche-Orient
- Le Continent noir, correspond à l'Afrique
- Tuamoto, île-continent correspondant à l'Australie
- Océan Tuamoto, correspondant à l'Océan Pacifique
- La Mer d'Opham, correspondant à la Mer Méditerranée
- L'Océan Atlantique
- Sephren, capitale de l'Atlantide
- Para Nua, île correspondant à Rapa Nui, l'Île de Pâques
- Muria, île secrète du Dieu Debout située non loin de Para Nua

## Accueil critique
Dans la revue de science-fiction Galaxies, Denis Guiot livre une critique convaincue par le roman, dont il apprécie la liberté par rapport au jeu (l'intrigue étant située dans l'univers du jeu, mais à une période différente) et le caractère personnel, très "bordagien" en dépit du fait qu'il s'agissait d'un travail de commande.